# Sminthopsis douglasi
Sminthopsis douglasi is een roofbuideldier uit het geslacht van de smalvoetbuidelmuizen. De wetenschappelijke naam van de soort werd voor het eerst geldig gepubliceerd door Mike Archer in 1979.

## Kenmerken
De bovenkant van het lichaam van deze grote Sminthopsis is geelbruin, met donkere stukken tussen de bek en de oren en voor de ogen. De onderkant is wit tot licht geelbruin. De brede staart, die ongeveer even lang is als de kop-romp, is olijfkleurig. De kop-romplengte bedraagt 100 tot 135 mm, de staartlengte 110 tot 130 mm, de achtervoetlengte 22 tot 24 mm en het gewicht 40 tot 70 g.

## Voorkomen
De soort komt voor in de heuvels van Midden-Queensland tussen Julia Creek en Richmond, en mogelijk op het Mitchell Plateau (West-Australië). Waarschijnlijk vindt dit dier beschutting in spleten in de grond en paart het als er regen komt.
Sminthopsis aitkeni · Sminthopsis archeri · Sminthopsis bindi · Sminthopsis boullangerensis · Sminthopsis butleri · Dikstaartsmalvoetbuidelmuis (Sminthopsis crassicaudata) · Sminthopsis dolichura · Sminthopsis douglasi · Sminthopsis froggatti · Sminthopsis fuliginosus · Sminthopsis gilberti · Sminthopsis granulipes · Sminthopsis griseoventer · Sminthopsis hirtipes · Sminthopsis leucopus · Sminthopsis macroura · Gewone smalvoetbuidelmuis (Sminthopsis murina) · Sminthopsis ooldea · Sminthopsis psammophila · Sminthopsis stalkeri · Sminthopsis virginiae · Sminthopsis youngsoni